# Saint-Germain-du-Teil
Saint-Germain-du-Teil is een gemeente in het Franse departement Lozère (regio Occitanie) en telt 829 inwoners (2005). De plaats maakt deel uit van het arrondissement Mende.

## Geografie
De oppervlakte van Saint-Germain-du-Teil bedraagt 22,3 km², de bevolkingsdichtheid is 37,2 inwoners per km².
De onderstaande kaart toont de ligging van Saint-Germain-du-Teil met de belangrijkste infrastructuur en aangrenzende gemeenten.

## Demografie
Onderstaande figuur toont het verloop van het inwonertal (bron: INSEE-tellingen).